# Basílica de Santo Estêvão Redondo
Santo Stefano Rotondo al Monte Celio ou Basílica de Santo Estêvão Redondo no Monte Célio é uma antiga basílica menor e igreja titular em Roma, Itália. Geralmente chamada apenas de Santo Stefano Rotondo, é a igreja nacional da Hungria e é dedicada a Santo Estêvão e a seu homônimo, o rei Santo Estêvão da Hungria. É também a igreja universitária do Collegium Germanicum et Hungaricum.
O cardeal-presbítero protetor do título de Santo Estêvão no Monte Célio é Friedrich Wetter, arcebispo-emérito de Munique e Frisinga.

## História
A igreja original, consagrada pelo papa Simplício entre 468 e 483, foi dedicada ao protomártir Santo Estêvão, cujo corpo havia sido descoberto umas poucas décadas antes na Terra Santa e levado a Roma. Foi a primeira em Roma a ter uma planta circular, inspirada na Igreja do Santo Sepulcro em Jerusalém. A construção de Santo Stefano foi provavelmente financiada pela rica família Valério, cujas propriedades tomavam boa parte do Monte Célio e cuja villa ficava nas proximidades, no local onde hoje está o Hospital San Giovanni Addolorata. Santa Melânia, membro da família, frequentemente ia a Jerusalém, onde morreu, o que deu a família acesso às relíquias da Terra Santa.
A igreja foi encomendada originalmente pelo papa São Leão I (r. 440–461), com a data confirmada por moedas antigas encontradas no local e por dendrocronologia, que data a madeira utilizada nas vigas do teto para cerca de 455 d.C., mas só foi consagrada depois de sua morte. Ela tinha três deambulatórios concêntricos flanqueados por 22 colunas jônicas circundando um espaço central circular encimado por um tambor (22 m de altura por 22 m de lado). Havia 22 janelas no tambor, mas a maioria foi emparedada numa reforma no século XV. O deambulatório mais interior tinha um diâmetro de 42 metros e o mais exterior, 66 metros. Quatro capelas laterais se projetavam do deambulatório intermediário em direção ao externo em ângulos retos, formando uma cruz grega.
Os papas João I e Félix IV embelezaram a igreja no século VI com mosaicos e mármore multicolorido. Entre 1139 e 1143, durante o pontificado do papa Inocêncio II, Santa Stefano sofreu nova reforma, que abandonou o deambulatório central e três das quatro capelas. Três arcos transversais foram acrescentados para ajudar a suportar a cúpula, as colunas do deambulatório central foram emparedadas para formar a nova parede exterior da igreja. Nesta época também foram emparedadas as janelas do tambor.
Na Idade Média, Santo Stefano Rotondo estava aos cuidados dos cônegos de San Giovanni in Laterano, mas, com o tempo, a igreja foi se arruinando. Na metade do século XV, Flavio Biondo elogiou as colunas de mármore, as paredes recobertas do mesmo material e as obras cosmatescas da igreja, mas acrescentou que "atualmente a igreja está sem telhado". Segundo ele, a igreja teria sido construída sobre as ruínas do antigo Templo de Fauno. Escavações entre 1969 e 1975 revelaram que o edifício atual jamais esteve sobre um templo pagão e sempre foi uma igreja, erigida na época do imperador romano Constantino I na primeira metade do século IV.
Em 1454, o papa Nicolau V encarregou a igreja arruinada aos padres paulinos, a única ordem católica fundada por húngaros, motivo pelo qual a igreja tornou-se, depois, a igreja nacional (não oficial) dos húngaros em Roma. Ela foi restaurada por Bernardo Rossellino, presumivelmente por ordem de Leon Battista Alberti.
Em 1579, os jesuítas húngaros sucederam os padres paulinos. O Collegium Hungaricum foi fundado no local por István Arator no mesmo ano. Ele foi fundido ao Collegium Germanicum em 1580 para formar o Collegium Germanicum et Hungaricum, pois poucos estudantes húngaros conseguiam viajar para Roma vindos do Reino da Hungria, na época ocupada pelos turcos otomanos.

## Arquitetura

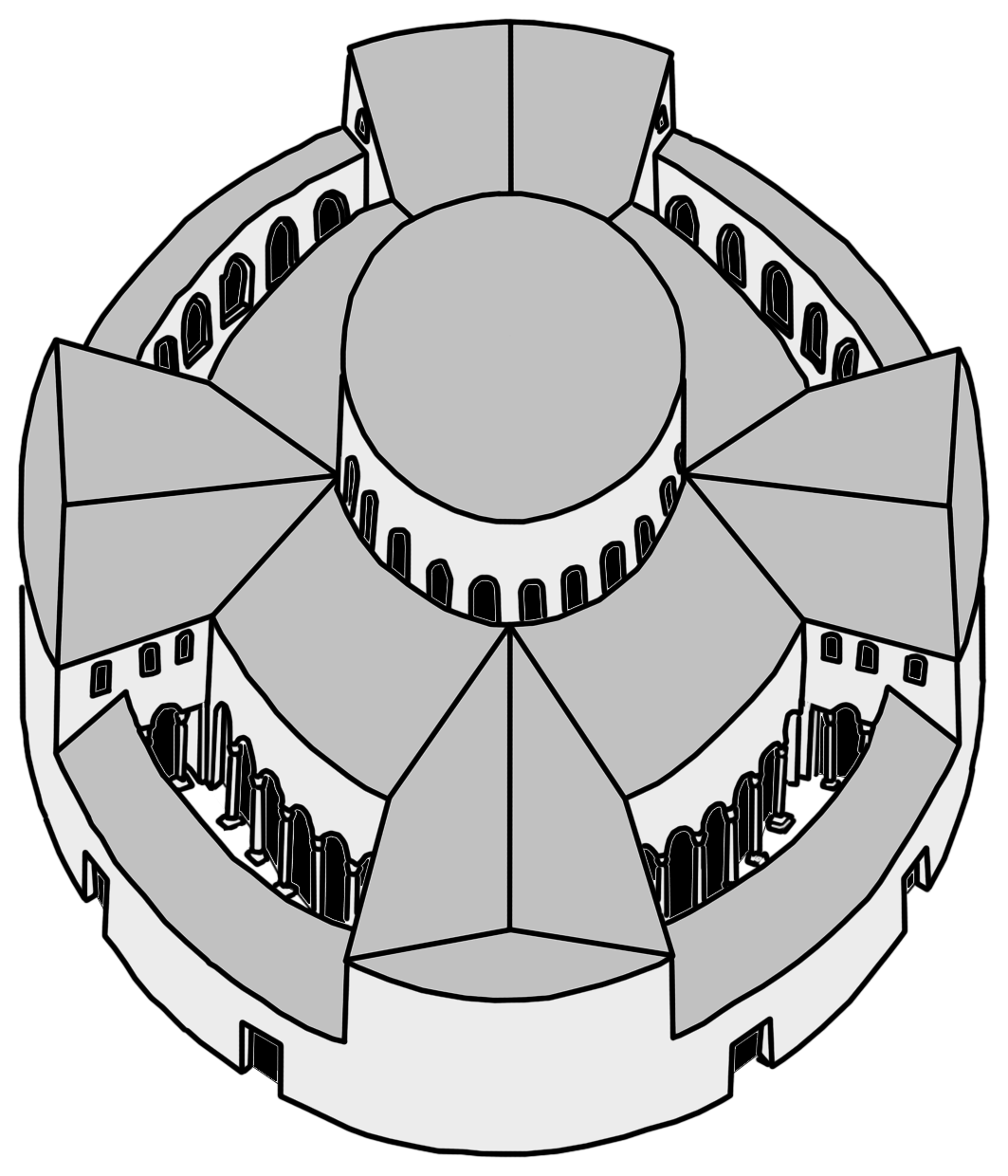
Diagrama da igreja.

Apesar do interior circular, o exterior tem um plano cruciforme.

### Interior
As paredes da igreja estão decoradas com diversos afrescos, incluindo 34 cenas de martírios de Niccolò Circignani ("il Pomarancio") e Antonio Tempesta encomendadas pelo papa Gregório XIII no século XVI. Cada pintura tinha um título explicando-a e fornecendo o nome do imperador que ordenou a execução, além de uma citação da Bíblia. 
O altar-mor é obra do artista florentino Bernardo Rossellino no século XV. A pintura da abside mostra Cristo entre dois mártires. Uma antiga cadeira de São Gregório Magno, do século VI, também está preservada em Santo Stefano.
A "Capela dos Santos Primo e Feliciano" está decorada com raros mosaicos do século VI, inclusive um que mostra os mártires Primo e Feliciano ao lado de uma cruz gemada. Ela foi construída pelo papa Teodoro I, que trouxe as relíquias dos dois mártires e as enterrou no local junto com os restos de seu pai.
Ao contrário dos nativos de outros países europeus, os húngaros não tinham uma igreja nacional em Roma desde 1778, quando a antiga Santo Stefano degli Ungheresi, no Vaticano, foi demolida para dar espaço para a nova sacristia da Basílica de São Pedro. Como compensação pela perda da antiga igreja, o papa Pio VI construiu uma capela húngara em Santo Stefano seguindo um projeto de Pietro Camporesi. A "Capela Húngara" foi dedicada ao rei Santo Estêvão da Hungria (em húngaro:  Szent István), o primeiro rei dos magiares. 
Na igreja está uma laje celebrando o sepultamento do rei irlandês Donnchad mac Briain, filho de Brian Bóruma e rei de Munster, que morreu em Roma em 1064.

## Mitreu
Durante escavações realizadas entre 1973 e 1975, foi encontrado, sob a igreja, um mitreu, conhecido como Mitreu do Castro dos Peregrinos (em latim: Mithraeum Castra Peregrinorum), do século II, ligado à presença de um quartel do exército romano nas proximidades. O culto a Mitras era especialmente popular entre os soldados. Os restos da Castra Peregrinorum, restos barracões dos "peregrini" — oficiais destacados para serviços especiais para a capital alistados nos exércitos provinciais — foram encontrados embaixo da igreja. O mitreu pertencia a Castra Peregrinorum, mas é provável que fosse frequentado também pelos soldados da coorte V Vigilum, cujo quartel ficava perto, do outro lado da Via della Navicella.
Em 2015, o mitreu estava sendo escavado e o sítio não está aberto ao público. Um baixo-relevo em mármore colorido, "Mitras matando o touro", do século III, está hoje no Museo Nazionale Romano.

## Galeria

Imagens da igreja
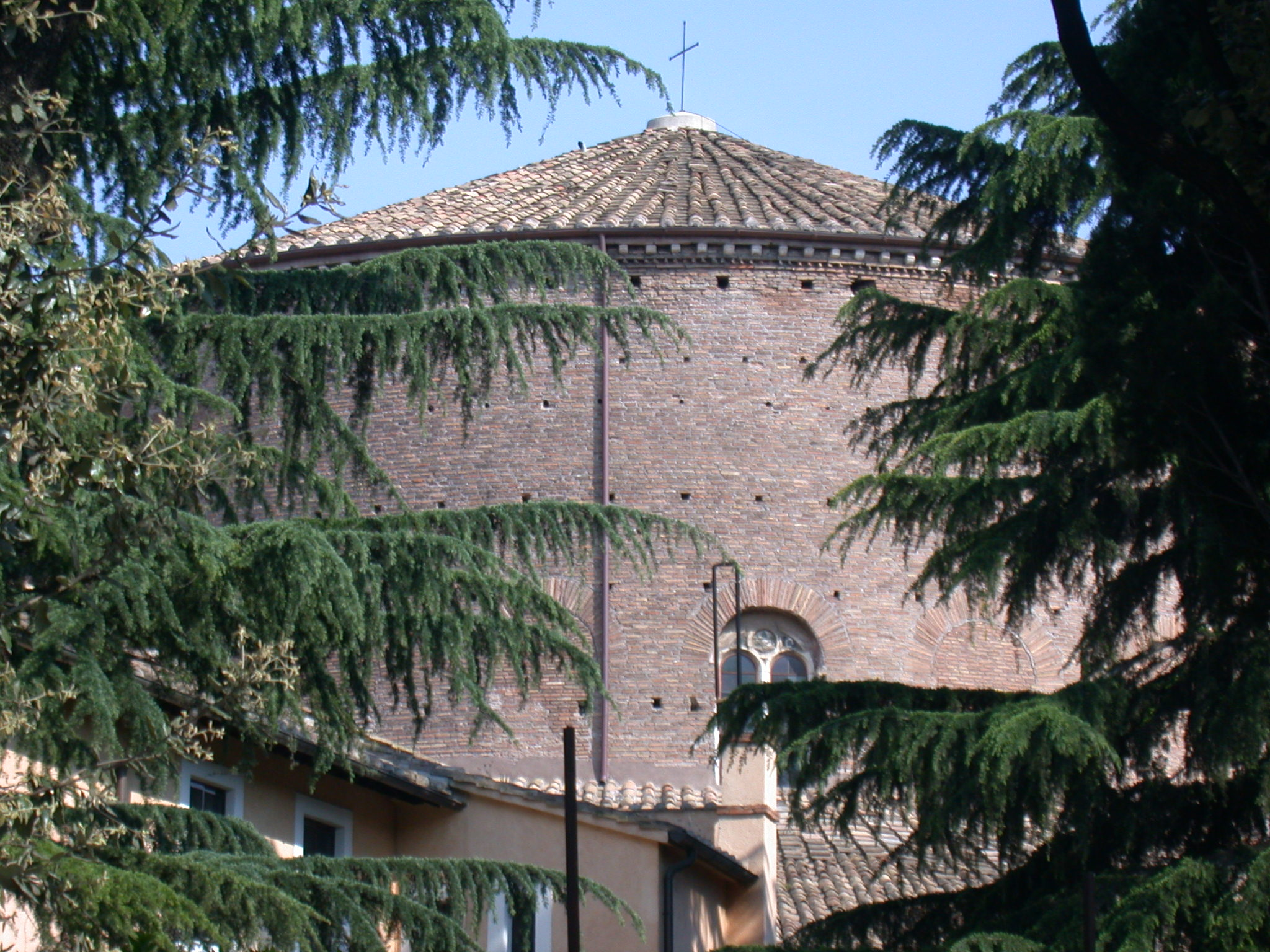
Vista do tambor pelo exterior.
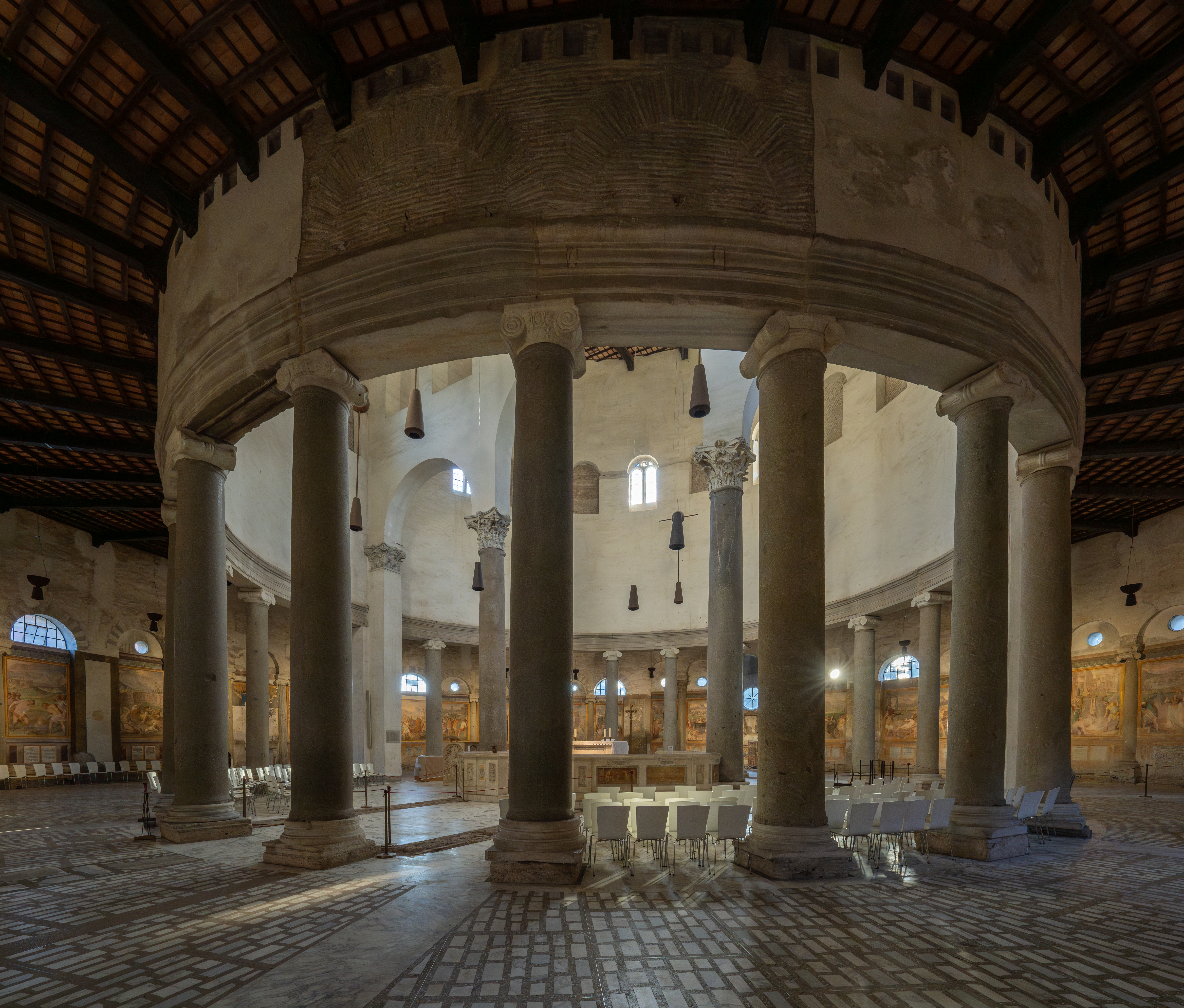
Vista do interior.
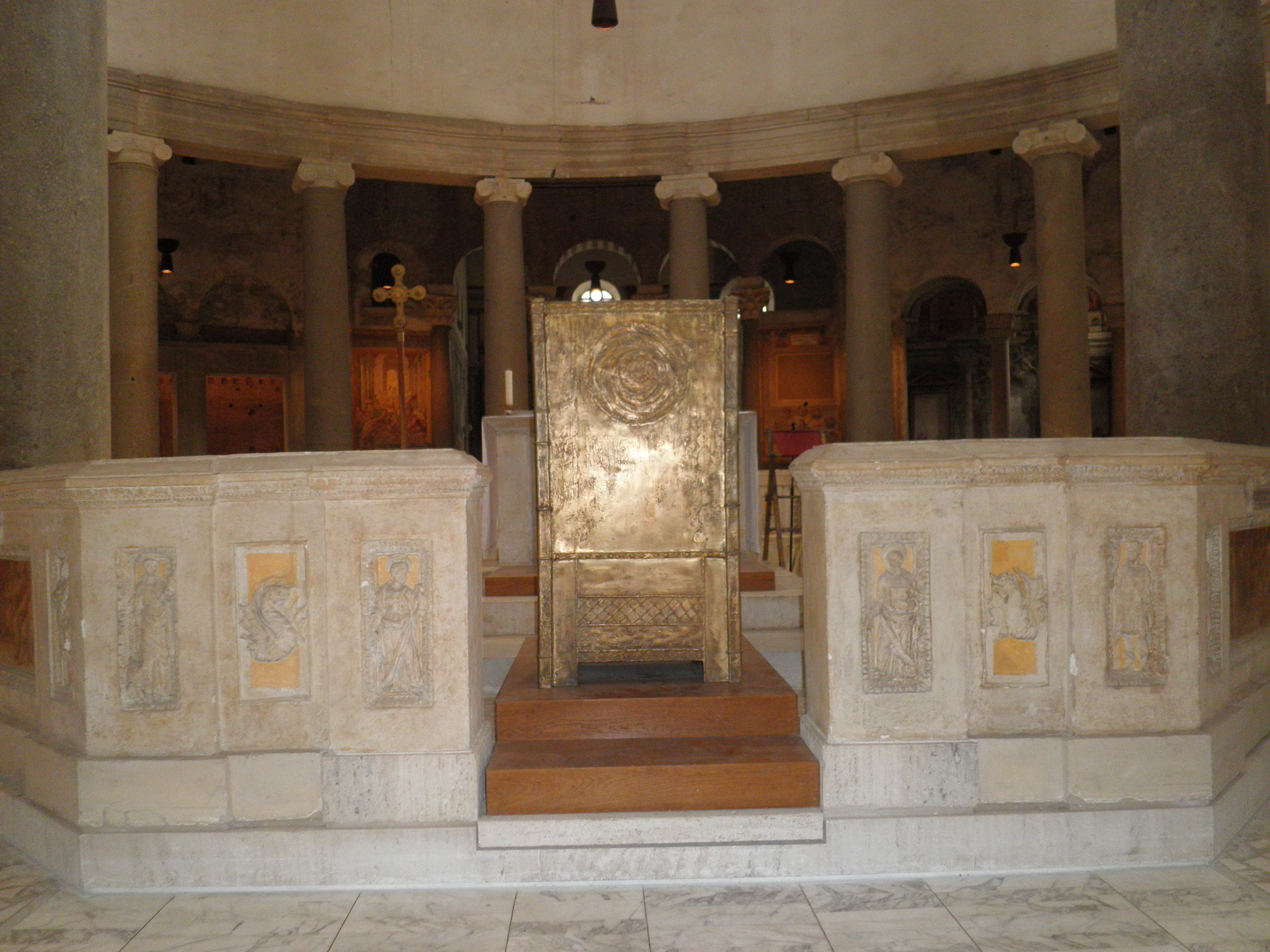
Altar-mor
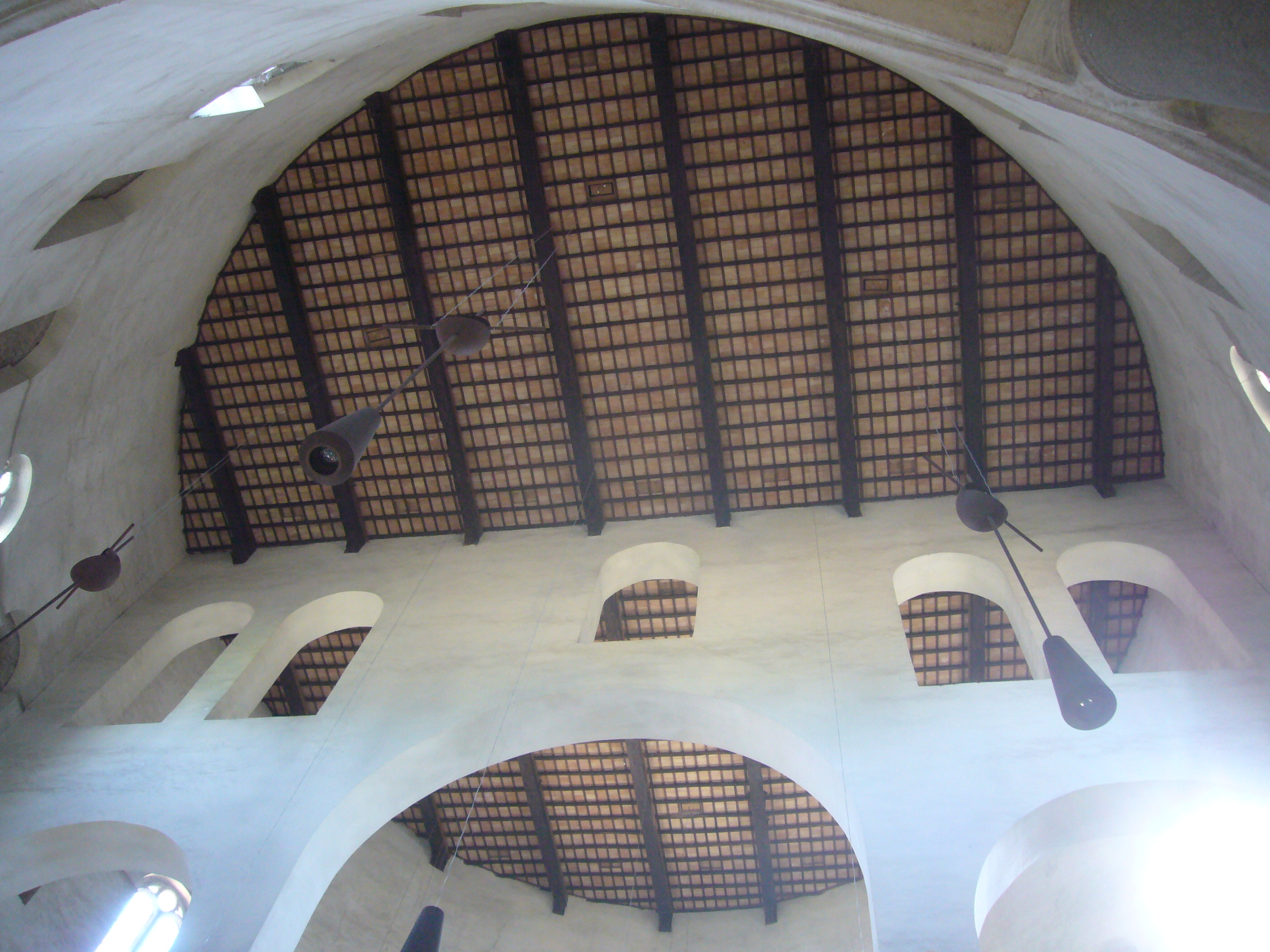
Teto.
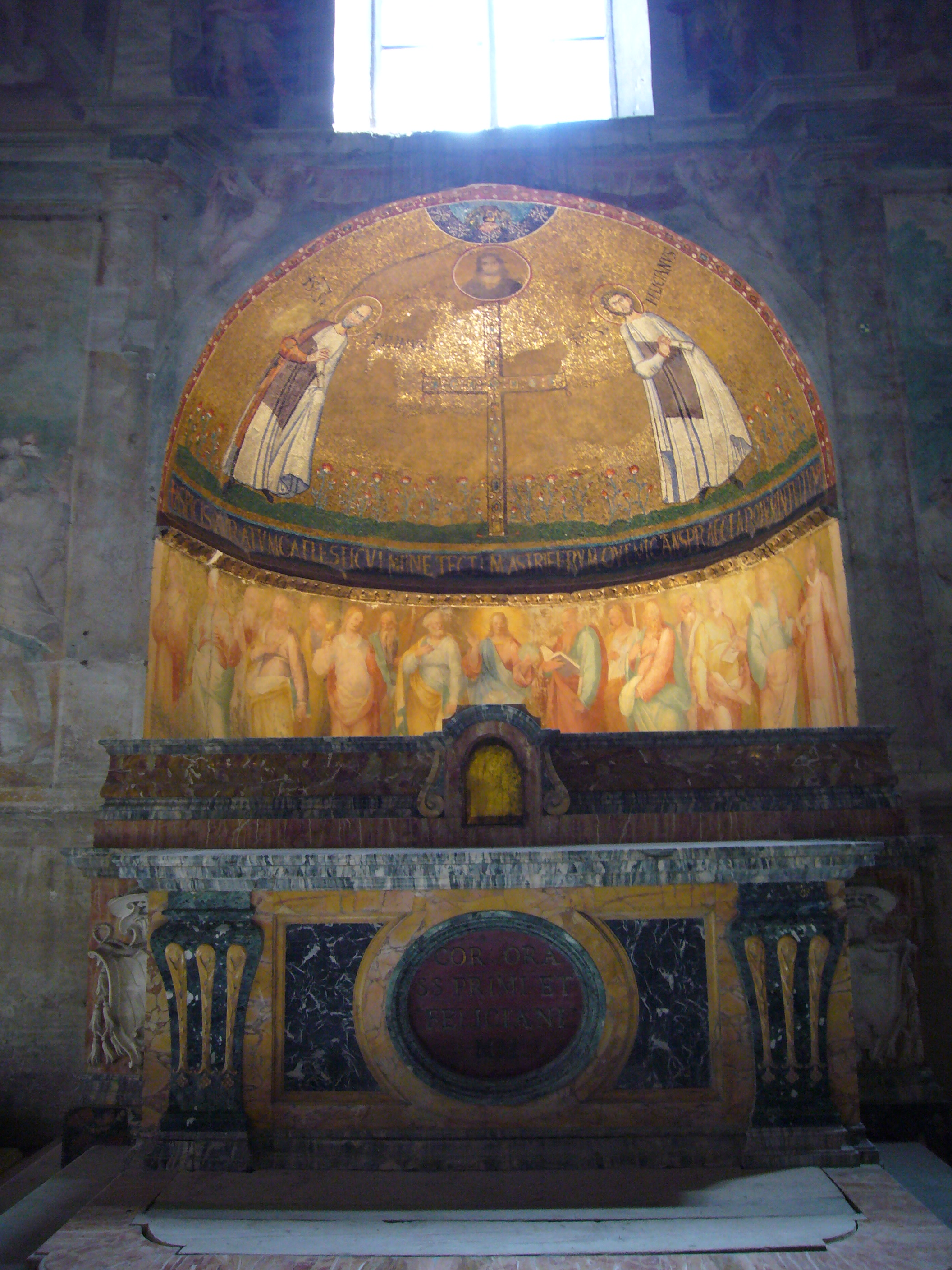
Capela dos Santos Primo e Feliciano.